# David Vitoria
David Vitoria (Locarno, Suiza, 15 de octubre de 1984) es un exciclista profesional hispano-suizo.

## Trayectoria
Reside en la localidad albaceteña de Ossa de Montiel y es amigo y compañero de entrenamientos del también profesional Óscar Sevilla. Aunque su trayectoria deportiva transcurrió sobre todo en España, participó internacionalmente defendiendo a la Federación Suiza, por tanto participaba en los Campeonatos Nacionales del país helvético.
Debutó como profesional con solamente 22 años en el equipo suizo Phonak. Posteriormente fichó por el todavía modesto BMC Racing Team. La campaña 2008 se recalificó como amateur (en el Universidad Politécnica de Valencia Bancaja) para dar definitivamente el salto al prefesionalismo en 2009 con Rock Racing, junto a su compañero Óscar Sevilla.
Para la temporada 2010, el Footon-Servetto, de categoría UCI ProTour, le fichó dando así el salto al profesionalismo de primer nivel. Pero una magra temporada, sumado a caídas que derivaron en operaciones de las que no se recuperó cien por ciento, le llevaron a la decisión de abandonar el ciclismo.

## Palmarés
2007
- 3.º en el Campeonato de Suiza Contrarreloj

2009
- 2 etapas de la Vuelta a México Telmex

## Resultados en Grandes Vueltas
| Carrera | Carrera         | 2006 | 2007 | 2008 | 2009 | 2010 |
| ------- | --------------- | ---- | ---- | ---- | ---- | ---- |
|         | Giro de Italia  | —    | —    | —    | —    | —    |
|         | Tour de Francia | —    | —    | —    | —    | —    |
|         | Vuelta a España | —    | —    | —    | —    | Ab.  |

—: no participa
Ab.: abandono

## Equipos
- Phonak (2006)
- BMC Racing Team (2007)
- Rock Racing (2009)
- Footon-Servetto (2010)